# Cinta aïllant

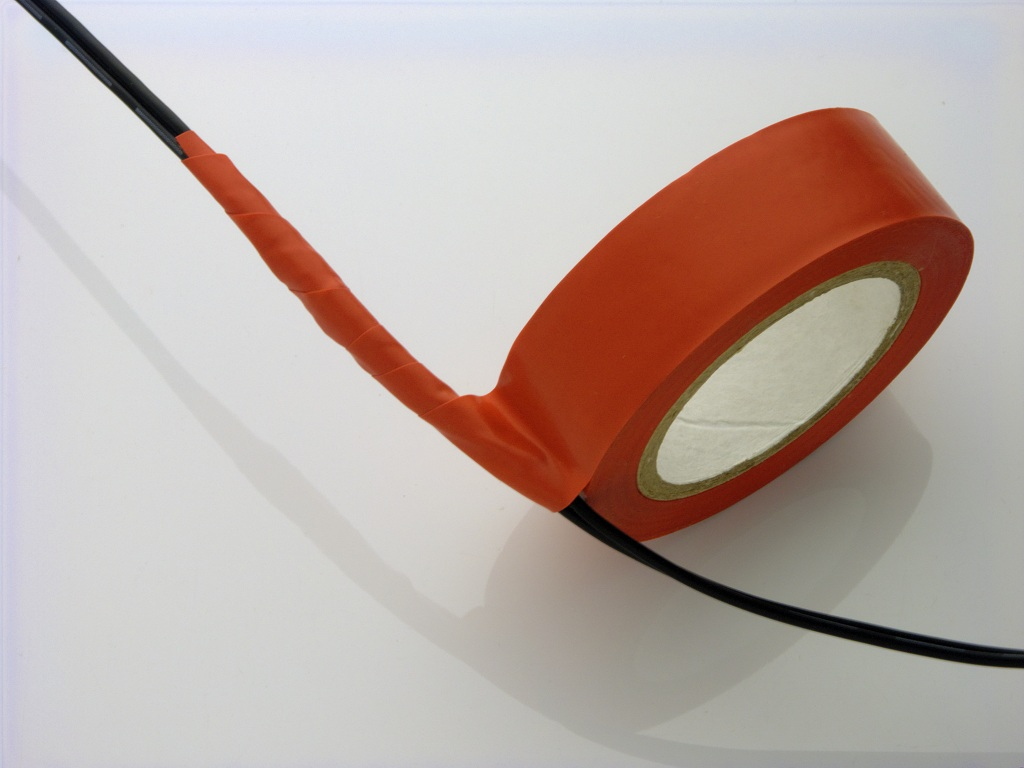
Cinta aïllant elèctrica.

La cinta aïllant és un tipus de cinta adhesiva utilitzada per a aïllar enllaços de fils i cables elèctrics. La cinta està fabricada amb PVC prim, amb una amplada de normalment 14 mm, un dels costats de la cinta està impregnat d'adhesiu. El PVC ha estat escollit per ser un material de baix cost, flexible i tindre excel·lents propietats d'aïllant elèctric encara que posseeix el desavantatge d'endurir-se amb el temps i la calor.

## Desenvolupament
En la dècada de 1940, el vinil va aparèixer com a material altament versàtil per a una àmplia gamma d'usos, des de cortines de bany fins a aïllament per a cables. Tot i això, aconseguir que tingués les característiques adequades per a fabricar una cinta requeria un esforç d'investigació important.
Un ingredient important en la cinta de vinil era el fosfat tricresil (TCP), que fou utilitzat com a plastificant. Per desgràcia, el TCP tenia tendència a migrar, fet que li atorgava a la superfície de la cinta una característica oliosa i afectant la propietat adhesiva de la cinta. Per això, l'equip d'investigadors de 3M començaren a treballar a crear una cinta de vinil que tingués les característiques adequades quant a aïllament elèctric, resistència física i propietats químiques.
Es realitzaren experiments combinant nous plastificants amb la resina de vinil, que era blanca i de consistència farinosa. Finalment, el gener de 1946, l'equip d'inventors Snell, Oace, i Eastwood de 3M sol·licitaren una patent per a una cinta aïllant elèctrica de vinil amb un plastificant i un adhesiu gomós que no estava basat en sulfur. La primera versió que es comercialitzà de la cinta fou venuda per a lligar filferros.